# Symphonie no 1 de Bruckner
Pour les articles homonymes, voir Symphonie no 1.
La Symphonie no 1 en ut mineur, WAB 101, d'Anton Bruckner fut commencée au tout début de l'année 1865, pour partie à Linz, pour partie à Munich : le compositeur était âgé de quarante et un ans ; la partition sera — provisoirement — achevée l'année suivante.

## Histoire
C'est à Munich, tandis qu'il composait, que Bruckner rencontra Hans von Bülow qui le présenta à un Wagner condescendant (« Il est d'une rare bonté pour moi et m'a bien vite aimé et distingué », déclara Bruckner avec cette confiance en autrui qui lui jouerait plus d'un tour !). Surtout, il assista, ébloui, à une représentation de Tristan et Isolde.
Autre « révélation », avant qu'il ne termine sa partition : celle de la création, à Budapest, de l'oratorio de Liszt, Sainte-Elisabeth ; nul doute que l'exemple de l'orchestration lisztienne sera aussi déterminante que celui de Tristan.

## Création
La première audition de la Symphonie nº 1 aura lieu le 9 mai 1868 à Linz : d'où la dénomination « version de Linz » qui s'attache à la partition originale. Quelques retouches affectant surtout le finale seront effectuées en 1877 et en 1884.
Bruckner remit l'ouvrage sur le métier une vingtaine d'années plus tard, en 1890-1891, malgré les supplications du chef d'orchestre Hermann Levi lui conseillant de n'en rien faire. La nouvelle version — dite « de Vienne » (et dédiée à l'Université de Vienne dont le compositeur serait devenu docteur Honoris causa) — comporte notamment une nouvelle conclusion du finale, et maintes retouches (ou « corrections ») qui n'eurent pour effet que d'infléchir l'élan tout spontané dont bénéficiait la « version de Linz ».
La première version (dans sa révision de 1877), qu'on joue et enregistre le plus souvent aujourd'hui, est retenue dans l'édition Nowak, fait l'objet de la présente analyse.
Effectif orchestral : les bois par deux (une flûte supplémentaire dans l'Adagio) ; quatre cors, deux trompettes, trois trombones ; timbales ; les cordes.
Durée moyenne d'exécution : 47-51 min

## Analyse
Les quatre mouvements sont Allegro molto moderato, Adagio, Scherzo, et Allegro con fuoco.
À l'inverse de toutes les suivantes, c'est une symphonie "rapide" (en ses deux mouvements extrêmes notamment), qu'anime un esprit de conquête complètement étranger au climat spirituel des grandes méditations à venir. Techniquement, il s'agit également de la symphonie la plus difficile à exécuter, tant dans la mise au point instrumentale que dans l'approche rythmique et dynamique (alternance serrée des fff et ppp). Cette symphonie, qui présente quelques accointances avec la précédente symphonie d'études, est sinon unique dans la production brucknérienne.

### I - Allegro molto moderato
Il est bâti sur trois thèmes. Le premier présenté d'emblée aux cordes, dégage l'assise rythmique du mouvement ; très doux, dans des couleurs sombres, il affirme néanmoins uns énergique expressivité. Un groupe de motifs secondaires (avec des figures rythmiques des bois et une écriture en octaves) assure la transition vers le second thème, essentiellement lyrique (aux violons, puis avec les altos et violoncelles). Le troisième thème, de caractère héroïque (mi bémol majeur), surgira dans un fortissimo de vents, — plus élargi et plus puissant. Le développement ne prend prétexte que des premier et troisième thèmes, mais la réexposition réintroduit la totalité du matériau thématique — alors que s'impose la tonalité dominante (ut mineur). La coda, empruntant la formule rythmique initiale du mouvement, s'enfle en une apothéose cuivrée, — avec l'éclat des trompettes en particulier.

### II - Adagio
Cet Adagio en trois parties commence par une introduction en 4/4, dont les trente premières mesures se déroulent dans une tonalité indéfinie, comme suspendue (la tonalité réelle sera la bémol). Sur l'énoncé du thème principal, les cors marquent de longues tenues, - les cordes exprimant un chant profond, d'une gravité intériorisée. L'ambiguïté tonale s'augmente de mystérieuses plongées vers fa mineur ; divers pupitres secouent le chant des cordes de frémissements soudains, de brusques chromatismes. Le second thème, mouvant, avec des sextolets de croches, est exposé aux clarinette et violons, sur un accompagnement de quintolets de doubles croches aux violons altos. La partie centrale, un Andante plus animé en 3/4, est de type thème et variations. Dans la troisième partie, les basses réintroduisent le motif de départ, et le thème principal, en la bémol majeur clairement affirmé, apporte une conclusion sereine requise par les cordes.
La version préliminaire de 1865–1866 (manuscrit Mus.Hs.40400) était en forme sonate. L'exposition et la réexposition étaient similaires, la partie centrale, précédée par un troisième motif en 3/4, était par contre constituée par un classique développement. Ce troisième motif Schumanesque sera partiellement ré-utilisé comme accompagnement du solo de hautbois de la section centrale de la version de  Linz. Cette version préliminaire de l’Adagio n'est que partiellement orchestrée, sans trompettes ni trombones. La réexposition du premier motif est jouée par les instruments à corde et décorée par les instruments à vent, celle du second motif, qui n'est esquissée que pour les seconds violons et les bois, s'arrête à la mesure 154. Ensuite cinq mesures sont manquantes, avant la fin du mouvement, qui est, par contre, déjà complètement orchestrée. 
Un enregistrement de cet Adagio inachevé et de ce Scherzo par Osmo Vänskä est disponible dans la Bruckner Archive et sur le Bruckner Society CD BSVD-216.  
.

Pour une exécution en concert de cette version préliminaire de l'Adagio, Grandjean a complété les mesures manquantes avec le matériel correspondant de la version ultérieure (Doblinger 74 014).

### III - Scherzo
Sa fougue, sa violence même, font contraste avec le mouvement précédent. Avec ses échos champêtres, le thème fait songer à un air de danse populaire autrichienne. De même pour le trio (sol majeur), d'un enjouement spontané — que conduit le cor, et dans lequel s'ébroue un hautbois quelque peu facétieux. La reprise du scherzo est suivie par une puissante coda.
La version 1865 du scherzo était différente. Cette version préliminaire du scherzo contient plusieurs rythmes irréguliers, que Bruckner a retirés des versions ultérieures. Cette version (manuscrit Mus.Hs.6019) est très brève et de caractère assez différent de celui que Bruckner utilisera dans la version de Linz. Dans la notice de son enregistrement de la version 1866, Georg Tintner mentionne que « le scherzo initial, très bref avec ses syncopes chromatiques, que Bruckner a écarté (à cause de sa brièveté ?), est peut-être plus intéressant [que le scherzo définitif]. » Le trio est par contre identique à celui de la version ultérieure.
Une recréation électronique des Adagio et Scherzo préliminaires par Joan Schukking peut être entendue et téléchargée sur le site Web de John Berky.

### IV -  Allegro con fuoco
Ainsi se trouve à nouveau déplacé le climat de l'œuvre dont le mouvement final révèle, tout compte fait, la véritable identité. Bewegt und feurig (con fuoco), éclate un premier thème aux cuivres fortissimo, sur un grand saut d'octave d'ut dérivé du premier mouvement (motif de transition entre le thème initial et le suivant). Les bois amènent un second thème apaisé et chantant aux violons et violoncelles, — que les vents, puis tout l'orchestre amplifient. Enfin paraît un troisième thème en forme de choral que conduisent les vents ; cordes et bois "ornent" avec vivacité. Développement, puis réexposition. Une puissante coda conclut sur le thème principal, dans le plus radieux mode majeur.

## Versions et éditions
- Version préliminaire de l'Adagio (1865-1866) et du Scherzo (1865) : édition par Wolfgang Grandjean en 1995[2]
- « Version de Linz » originale (1866-1868). À l'occasion de la première exécution du 9 mai 1868, Bruckner y introduisit quelques ajustements mineurs. La version de 1868 a été publiée la première fois en 1998 par William Carragan, en utilisant le rapport critique de Haas[8], et a été enregistrée la même année par Georg Tintner[9]. En 2014 Thomas Röder a édité cette version pour l'inclure dans la nouvelle édition de la Gesamtausgabe[10].
L'édition de Röder a eu sa première le 9 août 2014 par Cornelius Meister avec le RSO de Vienne au cours des Salzburger Festspiele. La première américaine a eu lieu le 30 septembre 2016 par Jacob Sustaita avec le Sam Houston State University Orchestra. Une numérisation de cette première américaine est disponible sur le site de John Berky[11].
- « Version de Linz » révisée (1877/1884) : édition par Robert Haas en 1935 ; réédition critique par Leopold Nowak en 1953
- « Version de Vienne » (1891) : édition par Ludwig Doblinger, préparée par Cyrill Hynais (1893) ; réédition par Robert Haas en 1935 ; réédition critique par Günter Brosche en 1980

## Discographie sélective

### Version préliminaire de l'Adagio et du Scherzo (1865-1866)
Enregistrements disponibles :
- Ricardo Alejandro Luna, Bruckner unknown – CD Preiser Records PR 91250, 2013 – adaptation pour ensemble de musique de chambre
- Markus Poschner, Bruckner Orchester Linz – CD Capriccio C8094, 2024 – Symphonie n° 1 (version de 1891) et Scherzo de 1865

#### Note
Une exécution électronique de ces Adagio et Scherzo peut être écoutée sur le site de John Berky.

### Version originale de 1866-1868
Trois enregistrements :
- Georg Tintner avec le Royal Scottish National Orchestra, Naxos 8.554430, 1998 (Éd. Carragan)
- Gerd Schaller avec la Philharmonie Festiva, Profil PH 12022, 2011 (Live) (Éd. Carragan)
- Christian Thielemann avec la Staatskapelle Dresden – Unitel BD LC15762, 2018 (Éd. Röder)

### Version révisée de 1877/1884
La plupart des enregistrements sont basés cette version, notamment :

#### Édition Haas (1935)
- Bernard Haitink avec l'Orchestre royal du Concertgebouw d'Amsterdam, 1972
- Wolfgang Sawallisch avec l'Orchestre d'État de Bavière, 1984

#### Édition critique de Nowak (1953)
- Eugen Jochum avec l'Orchestre philharmonique de Berlin, 1965
- Herbert von Karajan avec l'Orchestre philharmonique de Berlin, 1981

### Version de 1891
Quelques enregistrements sont basés sur cette version, notamment :
Édition Doblinger (1893)
- Volkmar Andreae avec l'Austria State Symphony Orchestra, Forgotten Records, 1950. Cet enregistrement historique peut aussi être téléchargé du site de John Berky[13].
- F. Charles Adler à la tête du Vienna Orchestra Society, Forgotten Records, 1955
- Hun-Joung Lim à la tête de l'Orchestre symphonisue de Corée, Decca, 2015

Édition critique de Brosche (1980)
- Günter Wand avec le Cologne Radio Symphony Orchestra, 1981
- Riccardo Chailly à la tête du Radio-Symphonie-Orchester Berlin, London/Decca, 1987
- Claudio Abbado avec l'Orchestre du Festival de Lucerne, ACCENTUS Music, 2012
- Gerd Schaller avec la Philharmonie Festiva, Profil PH 19084, 2020 (Live)